# Super Bowl XXX
Super Bowl XXX je bio završna utakmica 76. po redu sezone nacionalne lige američkog nogometa. U njoj su se sastali pobjednici AFC konferencije Pittsburgh Steelersi i pobjednici NFC konferencije Dallas Cowboysi. Pobijedili su Cowboysi rezultatom 27:17, kojima je to bio peti osvojeni naslov.
Utakmica je odigrana na Sun Devil Stadiumu u Tempeu u Arizoni, kojem je to bilo prvo domaćinstvo Super Bowla.

## Tijek utakmice
| Četvrtina | Vrijeme | Momčad | Informacija o promjeni rezultata                                                    | Rezultat | Rezultat |
| Četvrtina | Vrijeme | Momčad | Informacija o promjeni rezultata                                                    | Steelers | Cowboys  |
| --------- | ------- | ------ | ----------------------------------------------------------------------------------- | -------- | -------- |
| 1         | 12:05   | DAL    | field goal (Boniol)                                                                 | 0        | 3        |
| 1         | 5:23    | BUF    | touchdown dodavanjem (Aikman-Novacek), uspješan pokušaj za dodatni poen (Boniol)    | 0        | 10       |
| 2         | 6:03    | DAL    | field goal (Boniol)                                                                 | 0        | 13       |
| 2         | 0:13    | PIT    | touchdown dodavanjem (O'Donell-Thigpen), uspješan pokušaj za dodatni poen (Johnson) | 7        | 13       |
| 3         | 6:42    | DAL    | touchdown probijanjem (Smith), uspješan pokušaj za dodatni poen (Boniol)            | 7        | 20       |
| 4         | 11:20   | PIT    | field goal (Johnson)                                                                | 10       | 20       |
| 4         | 6:36    | PIT    | touchdown probijanjem (Morris), uspješan pokušaj za dodatni poen (Johnson)          | 17       | 20       |
| 4         | 3:43    | DAL    | touchdown probijanjem (Smith), uspješan pokušaj za dodatni poen (Boniol)            | 17       | 27       |

## Statistika utakmice

### Statistika po momčadima
| Statistika                                                      | Pittsburgh Steelers | Dallas Cowboys |
| --------------------------------------------------------------- | ------------------- | -------------- |
| Prvih pokušaja                                                  | 25                  | 15             |
| Ukupno osvojenih jardi                                          | 310                 | 254            |
| Broj napada probijanjem                                         | 31                  | 25             |
| Ukupno jardi osvojenih probijanjem                              | 103                 | 56             |
| Broj napada s kompletiranim dodavanjem/ukupno napada dodavanjem | 28/49               | 15/23          |
| Ukupno jardi osvojenih dodavanjem                               | 207                 | 198            |
| Izgubljenih lopti                                               | 3                   | 0              |
| Prekršaji (izgubljenih jardi)                                   | 2 (15)              | 4 (25)         |
| Vrijeme posjeda lopte (min:s)                                   | 33:49               | 26:11          |

### Statistika po igračima
| Quarterback          | Dodavanja* | Yds** | TD*** | Int**** |
| -------------------- | ---------- | ----- | ----- | ------- |
| Neil O'Donnell (PIT) | 28/49      | 239   | 1     | 3       |
| Troy Aikman (DAL)    | 15/23      | 209   | 1     | 0       |

Napomena: * - broj kompletiranih dodavanja/ukupno dodavanja, ** - ukupno jardi dodavanja, *** - broj touchdownova (polaganja), **** - broj izgubljenih lopti